# Estat federat alemany
Alemanya és una república federal composta de 16 estats, anomenats Länder en alemany, en singular Land. Com que la paraula Land en alemany també significa "país", s'usa més sovint el terme Bundesländer (estats de la federació), ja que és més específic. Tres dels estats són ciutats estat, mentre que els altres 13 són Flächenländer (estats d'àrea).
El terme Bundesland pot semblar que impliqui una subordinació del terme Länder al federal Bund, però això no es reflecteix en l'autonomia dels Länder en les relacions internacionals. La paraula correcta, usada també al Grundgesetz, és per tant Länder.
Aquesta diferència és important, ja que després de la Segona Guerra Mundial, els Länder de la part oest de l'antic Reich alemany foren constituïdes primer com a àrees administratives, i posteriorment van ser federades en el Bund o República Federal d'Alemanya. Aquest procediment és oposat al que després de la guerra es va succeir a Àustria on, primer es va crear el Bund i després el van seguir els estats com a unitats del sistema federal. A Àustria els estats també són referits com a Länder a la seva constitució.

## Estats
Cada Land és representat a nivell federal al Bundesrat (Cambra alta).
Els 16 Länder, amb referència als nombres del mapa de la dreta són:
1. Baden-Württemberg (Baden-Württemberg)
2. Estat lliure de Baviera (Freistaat Bayern)
3. Estat de Berlín (Berlin)
4. Brandenburg (Brandenburg)
5. Ciutat hanseàtica lliure de Bremen (Freie Hansestadt Bremen)
6. Ciutat hanseàtica i lliure d'Hamburg (Freie und Hansestadt Hamburg)
7. Hessen
8. Mecklemburg-Pomerània Occidental (Mecklenburg-Vorpommern)
9. Baixa Saxònia (Niedersachsen)
10. Rin del Nord-Westfàlia (Nordrhein-Westfalen)
11. Renània-Palatinat (Rheinland-Pfalz)
12. Saarland (Saarland)
13. Estat lliure de Saxònia (Freistaat Sachsen)
14. Saxònia-Anhalt (Sachsen-Anhalt)
15. Slesvig-Holstein (Schleswig-Holstein)
16. Estat lliure de Turíngia (Freistaat Thüringen)

La descripció "estat lliure" (Freistaat) és usada merament per raons històriques. Legalment, un Freistaat no és diferent dels altres estats.
Abans de la Reunificació alemanya de 1990, l'Alemanya Occidental consistia en deu estats, mentre que l'Alemanya Oriental el 1952 reorganitzà el seu territori en 15 districtes administratius. Després de la reunificació del 3 d'octubre de 1990, 14 d'aquests districtes passaren a formar 5 Länder: Mecklemburg-Pomerània Occidental, Brandenburg, Saxònia-Anhalt, Turíngia i Saxònia, tal com havia sigut fins al 1952. L'antic districte de Berlín (est), fou combinat amb la part oest per a formar l'actual Estat de Berlín.

## Sistema de finançament públic dels estats federats alemanys
Després de la Segona guerra mundial, les forces aliades imposaren tres barems fonamentals per a:
determinar, primer, les quantitats que corresponen a cada land i, després, les quantitats que cada estat ha d'aportar o rebre del Fons de compensació interterritorial. Aquests tres barems són: la població, el territori i la recaptació obtinguda a cadascun dels länder. No l'esforç fiscal, sinó la recaptació, una cosa molt més objectiva, precisa, tangible i concreta.